# 云雨增四
云雨增四，即双鱼座9（9 Psc）是双鱼座的一颗恒星，视星等为+6.25，距离地球约368光年。